# 荃灣中心

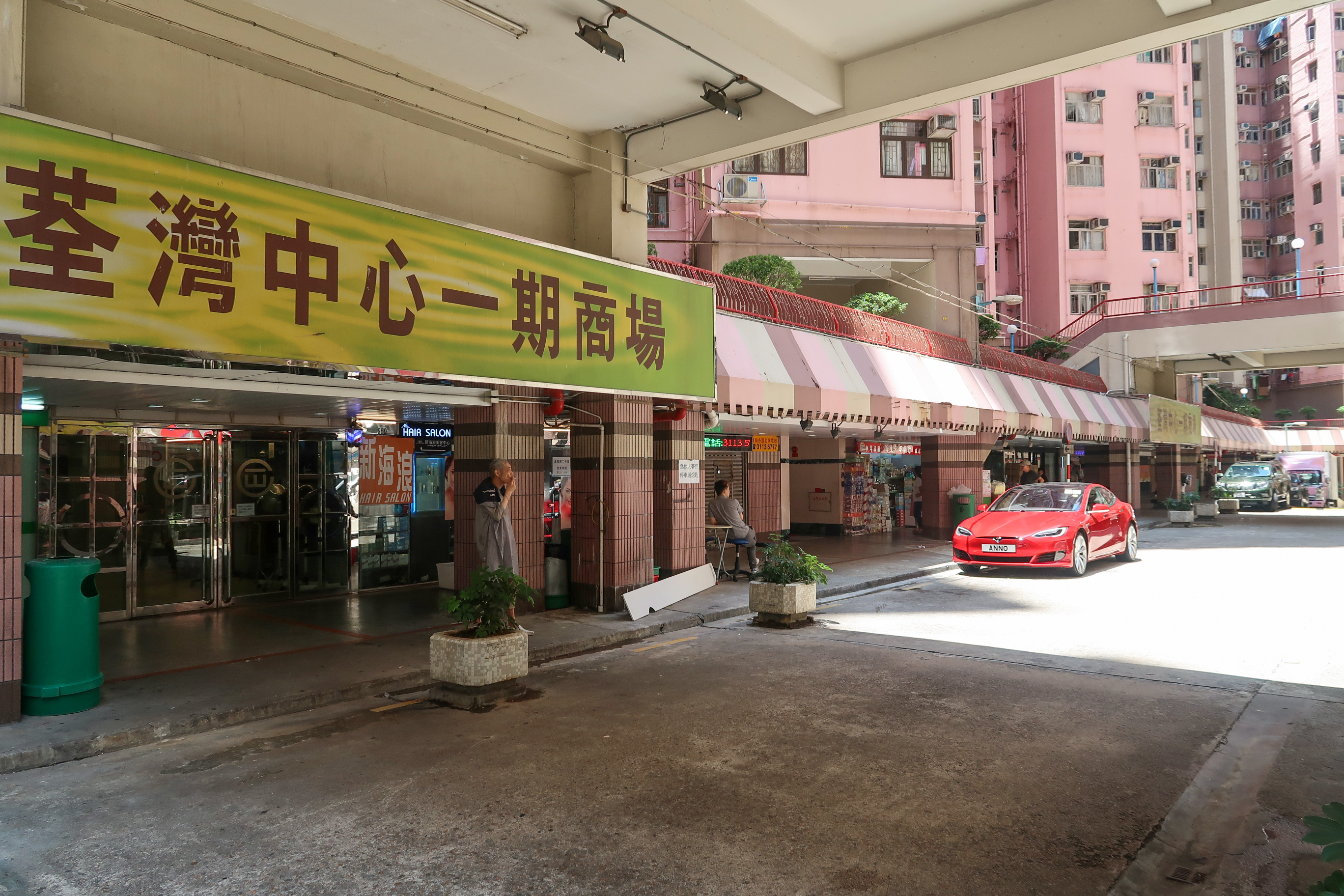
荃灣中心一期商場

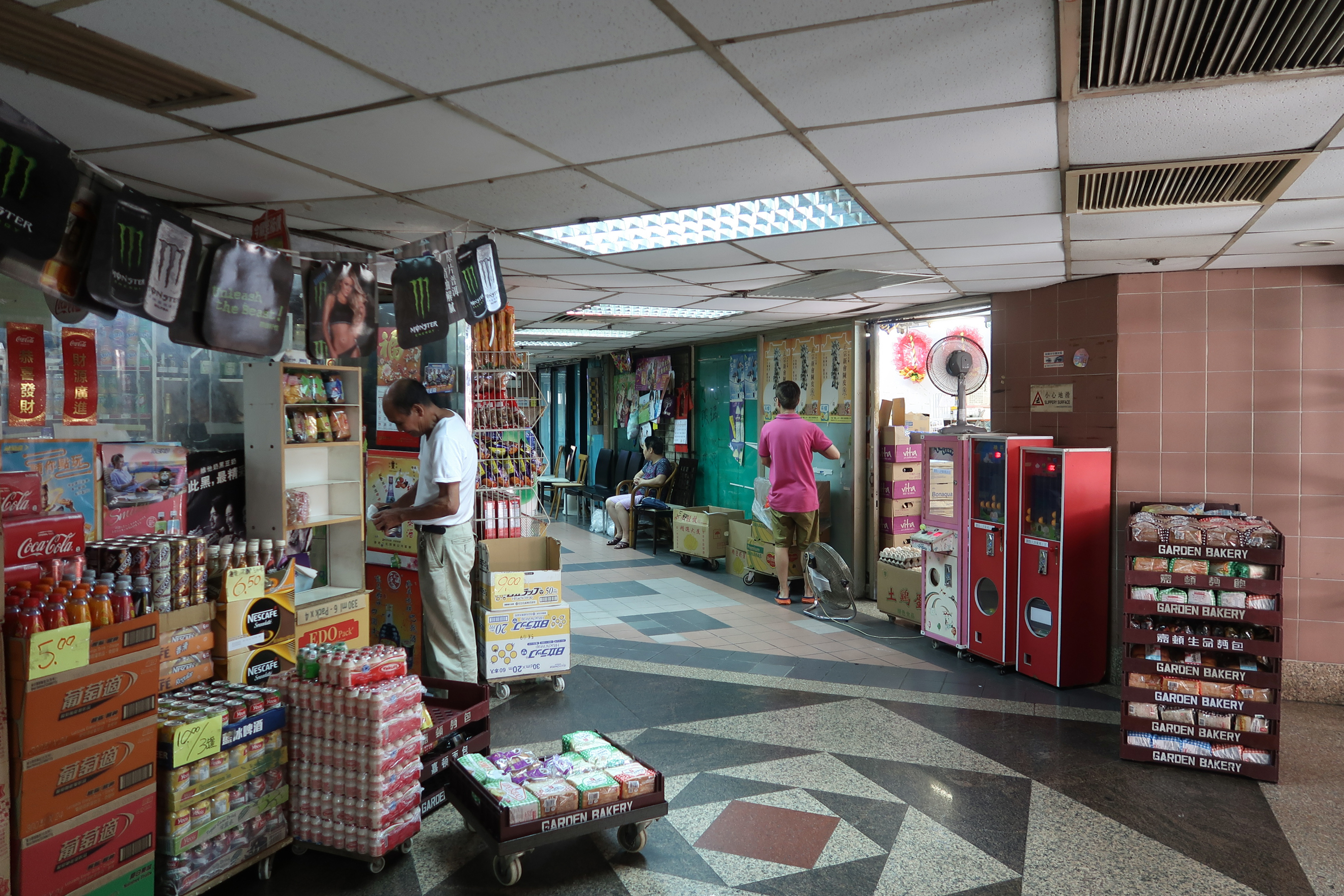
荃灣中心一期商場內貌

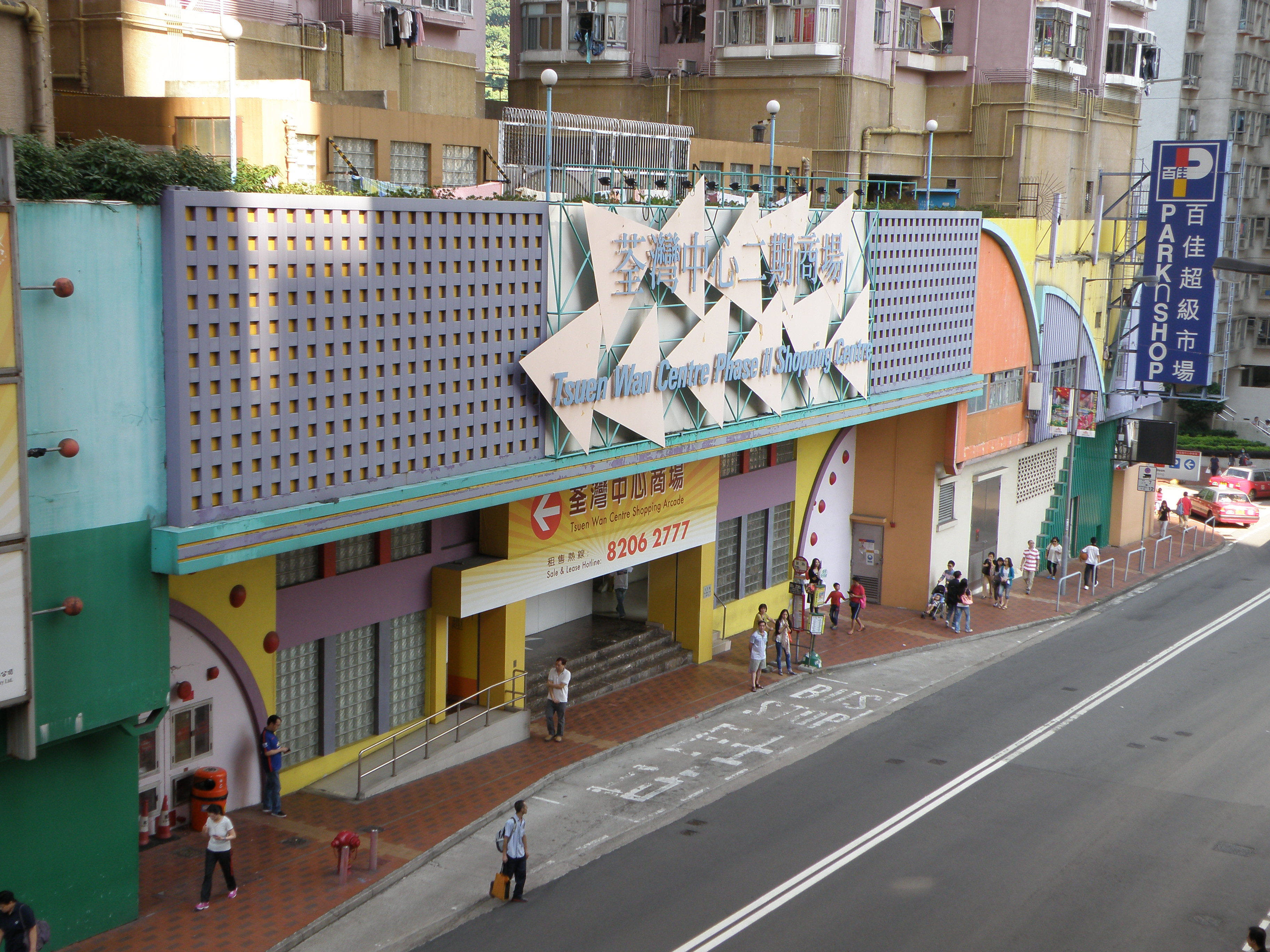
荃灣中心二期商場東面部份

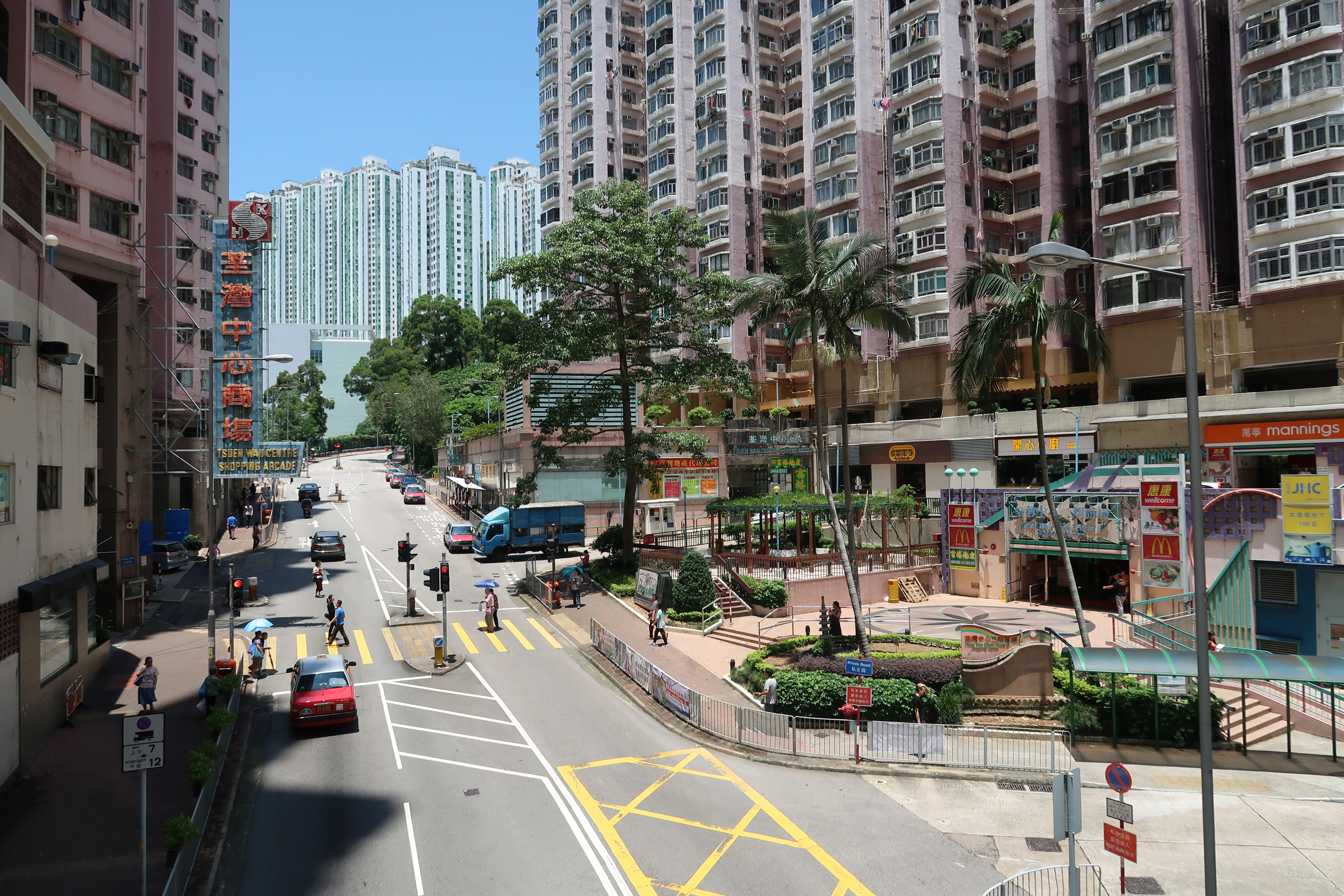
荃灣中心二期商場西面部份濟南樓（中）及太原樓（右）入口

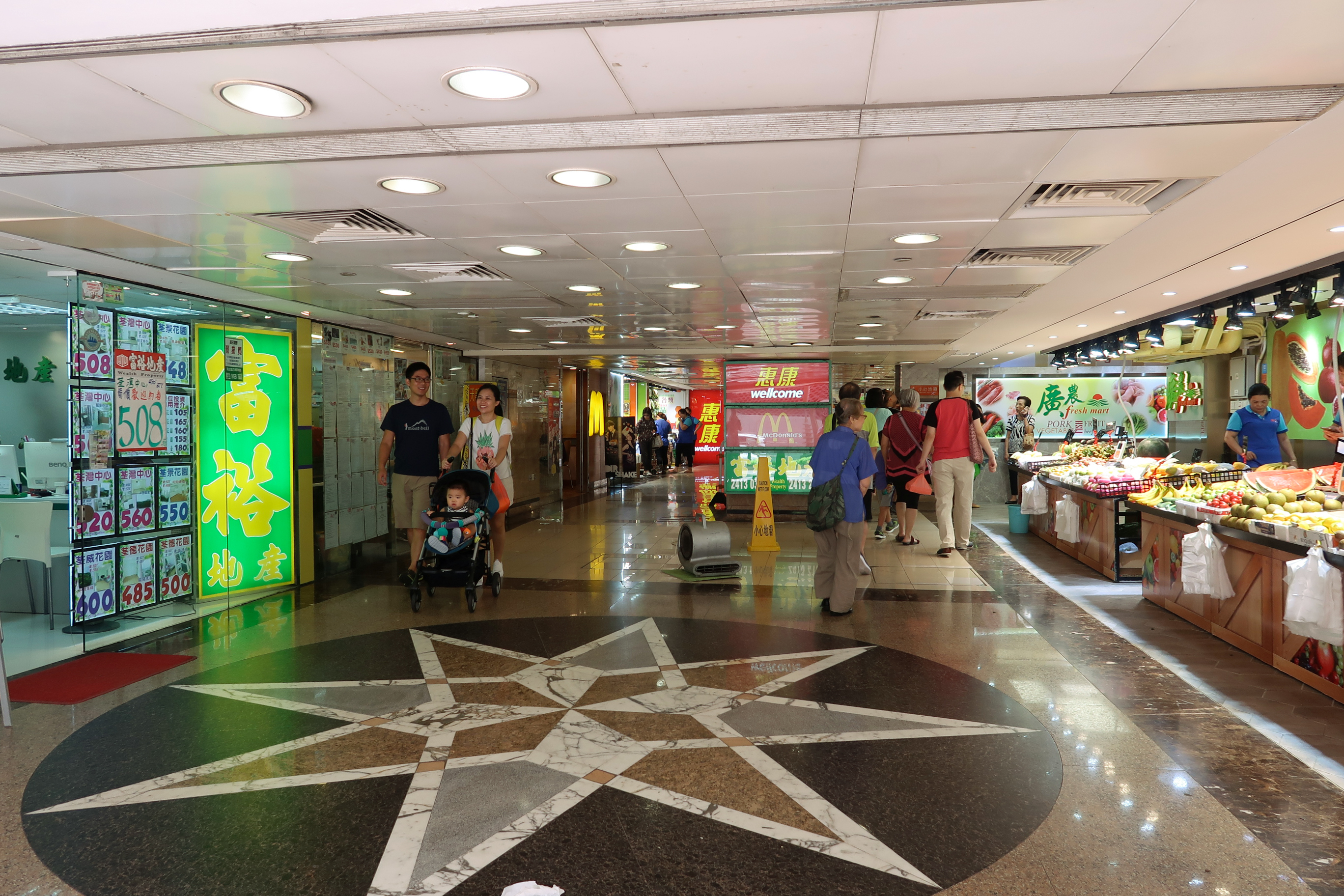
荃灣中心二期商場西面部份內貌

荃灣中心（英語：Tsuen Wan Centre），位於香港新界西荃灣荃景圍，發展商為新鴻基地產，由新鴻基地產旗下的新鴻基工程有限公司設計，旗下的新輝建築承建及由旗下的啟勝物業管理負責屋苑管理，共19座住宅樓宇，共分兩期於1979年至1982年間落成，佔地22,296平方米，提供約4400伙住宅單位，提供一房至四房兩廳的住宅單位，其中大部分單位的實用率達八成以上。由於此屋苑是美聯十大指標屋苑之一，故此屋苑的知名度十分高。屋苑前身是南華鐵工廠的宿舍和其他山邊村落。

## 屋苑特色
荃灣中心建於柴灣角半山，位處荃景圍中段，下有同為新鴻基發展的荃景花園，上臨荃景圍遊樂場，背靠曹公潭。屋苑各座以中國大城市來命名。於2003至2007年進行了翻新工程，包括修葺大廈外牆，並將原來以米白色及棕色為主調的大廈外牆翻髹成搶眼的粉紅色及棗紅色，同時亦翻新了各座大廈的地下大堂及更換破舊喉管等。以下為各大廈資料：
| 期數   | 座號 | 大廈名稱   | 大廈門牌    | 大廈層數       | 單位數目 | 入伙日期   |
| ------ | ---- | ---------- | ----------- | -------------- | -------- | ---------- |
| 第一期 | 1    | 廣州樓（Kwangchow House） | 荃景圍99號  | 30 （3－32樓） | 240      | 1980年2月  |
| 第一期 | 2    | 桂林樓（Kweilin House） | 荃景圍101號 | 30 （3－32樓） | 240      | 1980年2月  |
| 第一期 | 3    | 杭州樓（Hangchow House） | 荃景圍103號 | 31 （2－32樓） | 248      | 1979年10月 |
| 第一期 | 4    | 蘇州樓（Soochow House） | 荃景圍105號 | 31 （2－32樓） | 248      | 1979年10月 |
| 第一期 | 5    | 安慶樓（Anking House） | 荃景圍97號  | 31 （2－32樓） | 248      | 1980年2月  |
| 第一期 | 6    | 重慶樓（Chungking House） | 荃景圍95號  | 31 （2－32樓） | 248      | 1980年2月  |
| 第一期 | 7    | 上海樓（Shanghai House） | 荃景圍93號  | 30 （2－31樓） | 160      | 1980年2月  |
| 第一期 | 8    | 天津樓（Tiantsin House） | 荃景圍91號  | 30 （2－31樓） | 160      | 1980年2月  |
| 第一期 | 9    | 南京樓（Nanking House） | 荃景圍89號  | 32 （2－33樓） | 192      | 1980年2月  |
| 第一期 | 10   | 北京樓（Peking House） | 荃景圍87號  | 26 （2－27樓） | 110      | 1980年2月  |
| 第三期 | 11   | 南昌樓（Nanchang House） | 荃景圍86號  | 32             | 256      | 1982年8月  |
| 第三期 | 12   | 漢陽樓（Hangyang House） | 荃景圍88號  | 33             | 264      | 1982年8月  |
| 第三期 | 13   | 貴陽樓（Kweiyang House） | 荃景圍90號  | 32             | 256      | 1982年8月  |
| 第三期 | 14   | 成都樓（Chengtu House） | 荃景圍92號  | 33             | 264      | 1982年8月  |
| 第二期 | 15   | 昆明樓（Kunming House） | 荃景圍94號  | 32             | 256      | 1981年7月  |
| 第二期 | 16   | 南寧樓（Nanning House） | 荃景圍96號  | 32             | 256      | 1981年7月  |
| 第二期 | 17   | 太原樓（Taiyuan House） | 荃景圍98號  | 32             | 256      | 1981年7月  |
| 第二期 | 18   | 濟南樓（Tsinan House） | 荃景圍100號 | 34 （2－35樓） | 272      | 1980年12月 |
| 第二期 | 19   | 瀋陽樓（Shenyang House） | 荃景圍102號 | 34 （2－35樓） | 272      | 1980年12月 |

## 屋苑設施
| - 商場 - 住戶私人平台花園 - 停車場 - 屋苑服務處 | - 商場 - 平台花園 - 停車場 - 專線小巴總站 |

## 鄰近設施
| - 荃景花園 - 荃威花園 - 荃灣港安醫院 - 聖母領報堂 - 荃景圍遊樂場 | - 中華基督教會基慧小學 - 柴灣角天主教小學 - 仁濟醫院林百欣中學 - 保良局李城璧中學 - 紡織學會美國商會胡漢輝中學 |

### 計劃興建
- 荃景圍站 (香港)

## 外部連結
- 荃葵青交通總站巡禮 - 荃景圍 (1)